# Diplodon parodizi
Diplodon parodizi es una especie de bivalvo de la familia Hyriidae, descrita en 1962 por Argentino Aurelio Bonetto. 

## Características
Tiene perfil lanceolado, alargado y puntiagudo posteriormente, frecuentemente formando un leve pico mediano o proyectado hacia abajo. El perióstraco es de color castaño verdoso en los especímenes que habitan ríos y arroyos y más oscuro en los que se encuentran en lagunas. 
Localidad tipo: laguna Vargas cerca de la desembocadura del río San Javier, Santa Fe. 
El nombre específico parodizi fue elegido por el autor en honor al malacólogo argentino Juan José Parodiz.

## Distribución y hábitat
Se distribuye en América del Sur: en Argentina, Paraguay y Brasil, en las cuencas de los ríos Paraguay y Paraná.